# In der Abenddämmerung
In der Abenddämmerung (Originaltitel: In the Gloaming) ist ein US-amerikanischer Fernsehfilm aus dem Jahr 1997, der von Will Scheffer geschrieben und von Christopher Reeve in seinem Regiedebüt inszeniert wurde. In den Hauptrollen sind Robert Sean Leonard, Glenn Close, David Strathairn, Bridget Fonda und Whoopi Goldberg zu sehen. Der Film basiert auf einer Kurzgeschichte von Alice Elliott Dark, die in der Zeitschrift The New Yorker erschienen ist. Der Film wurde am 20. April 1997 auf HBO uraufgeführt. Er gewann vier CableACE Awards und wurde für fünf Primetime Emmy Awards nominiert.

## Prämisse
Der verlorene und schwer an AIDS erkrankte Sohn Danny verlässt San Francisco und kehrt in das Haus seiner Familie zurück. Danny findet dort dasselbe eiskalte, gehobene Vorstadthaus vor, das er vor all den Jahren verlassen hat. Dannys Vater ist ein Geschäftsmann mittleren Alters, der nicht weiß, wie er mit seinem Sohn umgehen soll, und der sich nie mit der Homosexualität seines Sohnes abgefunden hat. Seine Schwester Anne fühlt sich von den Momenten der Nähe, die Danny mit seiner Mutter teilt, ausgeschlossen. Seine Mutter Janet fühlt sich schuldig, weil sie ihren Sohn auf Distanz hält, aber sie ist diejenige, zu der Danny eine emotionale Bindung aufbaut (und mit der er schließlich seinem Tod ins Auge sieht), denn sie tauschen ihre Gedanken über alles aus, von Filmen über Sex bis hin zur Liebe. Die Krankenschwester Myrna, die bei ihm lebt, vervollständigt das Bild.

## Produktion
Christopher Reeve musste den größten Teil des Films von einem Raum außerhalb des Drehorts aus über Fernsehmonitore und Kopfhörer dirigieren, da die zischenden Geräusche seines Beatmungsgeräts die Sprachaufnahmen der Schauspieler gestört hätten. Er sah und hörte sich alle Szenen des Tages von diesem Raum aus an, und wenn er Anweisungen geben musste, übermittelte er diese über ein Mikrofon an einen Lautsprecher, der neben den Schauspielern stand.

## Rezeption
Variety schrieb in ihrer Rezension, dass „Close auffallend leidenschaftlich sei, während Leonard die komplexen Schichten von Dannys sich ständig veränderndem emotionalen Zustand hervorragend einfange... der Film sei selten in seinem völligen Fehlen von aufgesetzten Gefühlen, selbst wenn Danny dem Tod nahe sei“.
Die Chicago Tribune schrieb: „Es ist ein außergewöhnlich kraftvolles Werk...und Leonard vermittle ein tiefes Gefühl der Befreiung und Klarheit der Vision, während Close als eine Frau glänze, deren Tragödie sie zwinge, die Wege ihres Lebens zu überdenken“.
Der Fernsehkritiker der New York Times, John J. O’Connor, schrieb, dass „Reeve ein enorm beeindruckendes Regiedebüt gibt“. O’Connor deutete auch an, dass es sich in Wirklichkeit um ein Kammerstück handele, ein „Duett für Mutter und Sohn“. „In diesem Fall seien beide außergewöhnlich“. „Frau Close... erinnere uns einmal mehr daran, dass sie die subtilste und bewegendste aller Schauspielerinnen sein kann... und Herr Leonard vermeide gekonnt leichte Sentimentalität, um ein bewundernswert kantiges Porträt zu schaffen“.
The Hartford Courant schrieb: „Der Film gehöre hauptsächlich Close und Leonard, deren komplizierte, manchmal unangenehm enge Beziehung die Geschichte vorantreibe“. Sie rieten auch, dass der Film eine Stunde wert sei, in die es sich zu investieren lohne, „eine oft zutiefst bewegende Darstellung einer amerikanischen Familie, die zweifellos zu viele zu gut kennen“.